# 神風型駆逐艦 (初代)

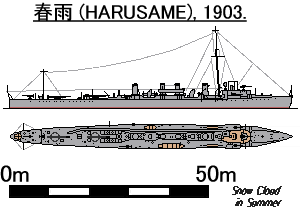
春雨艦型図。神風型はほぼ同一艦型。

神風型駆逐艦（かみかぜかたくちくかん、英語: Kamikaze-class destroyers）は、大日本帝国海軍が保有した駆逐艦の艦級。
本型が竣工した当時の日本海軍は、『○○型』等の『艦型』を書類上規定しておらず、艦艇類別等級表の改訂により、1926年（大正15年）12月1日附で正式に白露型駆逐艦（しらつゆがたくちくかん）と類別された。
1928年（昭和3年）4月1日附で当時ネームシップの「白露」が除籍され、同年8月1日附で第一号型駆逐艦が神風型駆逐艦と命名された。
1番艦（潮）の就役開始は1905年（明治38年）7月15日。退役完了は1930年（昭和5年）6月1日。

## 概要
最初に国産化された春雨型駆逐艦の改良型として1904年（明治37年）に建造が開始された。改良型とはいえ、基本設計は同じ国産の春雨型とほぼ同等であり、準同型艦と言った方が正しい。春雨型3隻（吹雪、有明、霰）を神風型駆逐艦にまとめている資料もある。
日露戦争に備え明治37年度計画で25隻、明治38年度計画で4隻、明治39年度計画で3隻、計32隻という大量建艦がおこなわれたが戦争には間に合わず、竣工はすべて終戦後となった。建造所の内訳は、呉工廠（吹雪、霰、潮、子日）、横須賀工廠（有明、神風、初霜、弥生、如月、若葉、初雪、響）、川崎造船所（朝風、春風、時雨、初春、卯月）、佐世保工廠（夕暮、夕立、三日月、野分）、三菱造船所（白露、白雪、白妙、水無月）、舞鶴工廠（追風、夕凪、浦波、磯波、綾波）、大阪鉄工所（朝露、疾風）、浦賀船渠会社（長月、菊月）。
1912年（大正元年）8月28日附で実施された艦艇類別等級の改訂により、三等駆逐艦（600トン未満）に類別。
後日、一部は掃海艇に転用された。
1926年（大正15年）12月1日の段階で駆逐艦籍に残るのは2隻（白露、三日月）となり、これをもって正式に『白露型駆逐艦』と呼称された。また掃海艇としては『潮型掃海艇』に類別。その後、「潮」の除籍により掃海艇浦波型に改訂された。1928年（昭和3年）8月1日附で浦波型掃海艇は第七号型掃海艇（旧磯波）に類別された。この頃までに本型は全艦駆逐艦籍から除籍されており、艦名は神風型駆逐艦 (2代)、睦月型駆逐艦、吹雪型駆逐艦、初春型駆逐艦、白露型駆逐艦、陽炎型駆逐艦のそれぞれに継承された。

## 同型艦

### 神風（かみかぜ）
1904年（明治37年）7月20日もしくは8月20日、横須賀海軍工廠で起工。1905年（明治38年）2月15日、命名（製造番号、第一号駆逐艦）。
同年7月15日進水。同月21日、本型の中では潮・初霜に続く3番艦として駆逐艦に類別。同年8月16日、竣工。
1924年（大正13年）12月1日、駆逐艦籍より除かれ掃海艇に編入。1928年（昭和3年）4月1日、除籍。同年7月6日『廃駆逐艦第8号』と仮称。調査の結果老朽化が著しく進行しており、10月12日、廃船認許。

### 初霜（はつしも）
1904年（明治37年）8月20日、横須賀海軍工廠で起工。1905年（明治38年）2月15日、命名（製造番号、第二号駆逐艦）。同年5月13日進水。7月21日、駆逐艦に類別。同年8月22日、竣工。
1924年（大正13年）12月1日、掃海艇に編入。1928年（昭和3年）4月1日、除籍。同年7月6日『廃駆逐艦第9号』と仮称。調査の結果老朽化が激しいため、10月12日、廃船認許。

### 弥生（やよい/やよひ）
1904年（明治37年）8月20日、横須賀海軍工廠で起工。1905年（明治38年）2月15日、命名（製造番号、第三号駆逐艦）。同年8月7日、進水。同日附で駆逐艦に類別。同年9月23日、竣工。1924年（大正13年）12月1日、駆逐艦籍より除籍。雑役船に編入。1926年（大正15年）8月10日、廃船。豊後水道沖島沖で、標的として撃沈処分。

### 如月（きさらぎ）
1904年（明治37年）9月10日、横須賀海軍工廠で起工。1905年（明治38年）2月15日、命名（製造番号、第四号駆逐艦）。同年9月6日進水。同日附で駆逐艦に類別。同年10月19日、竣工。
1924年（大正13年）12月1日、掃海艇に編入。1928年（昭和3年）4月1日、除籍。同年7月6日『廃駆逐艦第10号』と仮称。調査の結果老朽化が進行していることが判明し、10月12日附で廃船認許。

### 白露（しらつゆ）
1905年（明治38年）2月15日、命名（製造番号、第五号駆逐艦）。同日附で三菱合資会社三菱造船所（三菱長崎）において起工。1906年（明治39年）2月12日進水。2月15日、駆逐艦に類別。同年8月23日竣工。
姉妹艦の類別変更や除籍にともない、1926年（大正15年）12月1日附でネームシップとなる。1928年（昭和3年）4月1日、除籍。同年7月6日、廃駆逐艦第1号と仮称。8月1日、雑役船に編入され、交通船兼曳船（公称第725号）に指定。1930年（昭和5年）2月12日、廃船認許。

### 白雪（しらゆき）
1905年（明治38年）2月15日、命名（製造番号、第六号駆逐艦）。同年5月26日、三菱長崎造船所で起工。1906年（明治39年）5月19日進水。同月22日、駆逐艦に類別。同年8月6日、竣工。
1924年（大正13年）4月1日、除籍。

### 松風（まつかぜ）
1905年（明治38年）2月15日、命名（製造番号、第七号駆逐艦）。同年9月25日、三菱長崎造船所で起工。1906年（明治39年）12月23日、進水。同月26日、駆逐艦に類別。1907年（明治40年）2月16日、竣工。1924年（大正13年）4月1日、除籍。

### 朝風（あさかぜ）
1904年（明治37年）12月30日、川崎造船所で起工。1905年（明治38年）2月15日、命名（製造番号、第八号駆逐艦）。同年10月28日、進水。同年11月28日、駆逐艦に類別。1906年（明治39年）4月1日、竣工。
1924年（大正13年）12月1日、掃海艇に編入。1928年（昭和3年）4月1日、除籍。同年7月6日、廃駆逐艦第15号と仮称。1929年（昭和4年）1月31日、廃船。同年8月1日、湯谷湾外で榛名・比叡の実弾射撃標的として撃沈処分。

### 春風（はるかぜ）
1905年（明治38年）2月15日、命名（製造番号、第九号駆逐艦）。翌日2月16日、神戸川崎造船所で起工。同年12月20日、駆逐艦に類別。12月25日進水。1906年（明治39年）4月15日、竣工。1924年（大正13年）12月1日、掃海艇に編入。1928年（昭和3年）4月1日、除籍。同年7月6日、廃駆逐艦第14号と仮称。1929年（昭和4年）1月31日、廃船。

### 時雨（しぐれ）
1905年（明治38年）2月15日、命名（製造番号、第十号駆逐艦）。同年6月3日、神戸川崎造船所で起工。1906年（明治39年）3月15日、駆逐艦に類別。二日後の3月17日、進水。同年7月11日、竣工。1924年（大正13年）12月1日、除籍。1926年（大正15年）5月5日、売却。

### 朝露（あさつゆ）
1905年（明治38年）2月15日、命名（製造番号、第十一号駆逐艦）。1906年（明治39年）4月22日、駆逐艦に類別。10月16日、大阪鉄工所桜島工場で竣工。1913年（大正2年）11月9日、七尾湾で座礁し、大破。1914年（大正3年）4月15日、除籍。

### 疾風（はやて）
1905年（明治38年）2月15日、命名（製造番号、第十二号駆逐艦）。同年5月25日、大阪鉄工所で起工。1906年（明治39年）5月22日、進水。同月24日、駆逐艦に類別。1907年（明治40年）3月25日、竣工。
1924年（大正13年）12月1日、除籍。1926年（大正15年）6月16日、廃船。1928年（昭和3年）7月6日、廃駆逐艦第5号と仮称。1930年（昭和5年）1月31日、売却。

### 追風（おいて/おひて）
1905年（明治38年）2月15日、命名（製造番号、第十三号駆逐艦）。同年8月1日、三菱造船所で起工。1906年（明治39年）1月10日、進水。同月15日、駆逐艦に類別。同年8月21日、竣工。
1924年（大正13年）12月1日、除籍。1925年（大正14年）11月18日、雑役船に編入され、交通船兼曳船（公称第620号）に指定。1930年（昭和5年）12月8日、廃船。1931年（昭和6年）5月28日売却。高知県で漁礁として海没。

### 夕凪（ゆうなぎ/ゆふなぎ）
1905年（明治38年）2月15日、命名（製造番号、第十四号駆逐艦）。1906年（明治39年）1月20日、舞鶴工廠で起工。同年8月22日、進水。同月29日、駆逐艦に類別。同年12月25日、竣工。
1924年（大正13年）12月1日、除籍。1925年4月1日、廃船認許。1926年5月5日、売却。

### 夕暮（ゆうぐれ/ゆふぐれ）
1905年（明治38年）2月15日、命名（製造番号、第十五号駆逐艦）。同年3月11日、佐世保海軍工廠で起工。同年11月17日進水。11月28日、駆逐艦に類別。1906年（明治39年）5月26日、竣工。
1924年（大正13年）12月1日、掃海艇に編入。1928年（昭和3年）4月1日、除籍。同年7月6日『廃駆逐艦第7号』と仮称。老朽化が進んでおり、10月12日附で廃船認許。1929年（昭和4年）11月12日、売却。1930年（昭和5年）1月23日、千葉県君津沖で漁礁として海没。

### 夕立（ゆうだち/ゆふだち）
1905年（明治38年）2月15日命名（製造番号、第十六号駆逐艦）。同年3月20日、佐世保海軍工廠で起工。1906年（明治39年）3月26日、進水。翌日（3月27日）、駆逐艦に類別。7月16日、竣工。1924年（大正13年）12月1日、掃海艇に編入。1928年（昭和4年）4月1日、除籍。同年7月6日、廃駆逐艦第6号と仮称。

### 三日月（みかづき）
1905年（明治38年）2月15日命名（製造番号、第十七号駆逐艦）。同年6月1日、佐世保海軍工廠で起工。1906年（明治39年）5月26日、進水。同年5月29日、駆逐艦に類別。同年9月12日竣工。
1928年（昭和3年）4月1日、除籍。同年7月6日、廃駆逐艦第2号と仮称。7月21日、海没処分。

### 野分（のわき）
1905年（明治38年）2月15日、命名（製造番号、第十八号駆逐艦）。同年8月1日、佐世保海軍工廠で起工。1906年（明治39年）7月25日、進水。同月27日、駆逐艦に類別。同年11月1日、竣工。
1924年（大正13年）4月1日、除籍。

### 潮（うしお/うしほ）
1905年（明治38年）2月15日、命名（製造番号、第十九号駆逐艦）。同年4月12日、呉海軍工廠で起工。同年6月18日、進水。同月28日、本型の中で最も早く駆逐艦として類別。同年7月15日、竣工。
1924年（大正13年）12月1日、掃海艇に編入。潮型掃海艇となる。1928年（昭和3年）4月1日、除籍。同年7月6日、廃駆逐艦第12号と仮称。1929年（昭和4年）1月31日、廃船。

### 子日（ねのひ）
1905年（明治38年）2月15日、命名（製造番号、第二十号駆逐艦）。同年6月25日、呉海軍工廠で起工。8月30日、進水。同日附で駆逐艦に類別。10月1日、竣工。1924年12月1日、掃海艇に編入。1928年4月1日、除籍。同年7月6日、廃駆逐艦第13号と仮称。1929年1月31日、廃船。

### 響（ひびき）
1905年（明治38年）2月15日命名（製造番号、第二十一号駆逐艦）。同年9月28日、横須賀海軍工廠で起工。1906年（明治39年）3月3日、進水。同年4月1日、駆逐艦に類別。同年9月6日、竣工。1924年（大正13年）12月1日、掃海艇に編入。1928年（昭和3年）4月1日、除籍。同年7月6日、廃駆逐艦第11号と仮称。老朽化が進んでおり、10月12日附で廃船認許。1930年2月13日、売却。

### 白妙（しろたえ/しろたへ）
1905年（明治38年）2月15日、命名（製造番号、第二十二号駆逐艦）。同年3月24日、長崎三菱造船所で起工。1906年（明治39年）7月30日進水。同年8月15日、駆逐艦に類別。1908年（明治41年）1月21日、竣工。1914年（大正3年）8月31日、膠州湾外霊山島沖で座礁。9月4日沈没。10月29日除籍（高千穂と同日附）。

### 初春（はつはる）
1905年（明治38年）2月15日、命名（製造番号、第二十三号駆逐艦）。同年11月11日、川崎造船所で起工。1906年（明治39年）5月21日、進水。同月24日、駆逐艦に類別。1907年（明治40年）3月1日、竣工。
1924年（昭和3年）12月1日、除籍。1926年6月16日、廃船。1928年7月6日、廃駆逐艦第4号と仮称。同年8月13日、航空母艦赤城・鳳翔搭載機の爆撃標的として撃沈処分。

### 若葉（わかば）
1905年（明治38年）2月15日、命名（製造番号、第二十四号駆逐艦）。同年5月20日、横須賀海軍工廠で起工。同年11月25日、進水。3日後の11月28日、駆逐艦に類別。1906年（明治39年）2月28日、竣工。1924年（大正13年）12月1日、掃海艇に編入。1928年（昭和3年）4月1日、除籍。同年7月6日、廃駆逐艦第16号と仮称。1929年1月31日、廃船。

### 初雪（はつゆき）
1905年（明治38年）2月15日、命名（製造番号、第二十五号駆逐艦）。同年9月11日、横須賀海軍工廠で起工。1906年（明治39年）3月8日進水。翌日（3月9日）附で駆逐艦に類別。同年5月17日、竣工。1924年（大正13年）12月1日、掃海艇に編入。1928年（昭和3年）4月1日、除籍。同年7月6日、廃駆逐艦第17号と仮称。1929年1月31日、廃船。

### 卯月（うづき/うつき）
1905年（明治38年）6月15日、命名（製造番号、第二十六号駆逐艦）。1906年（明治39年）3月22日、川崎造船所で起工。同年9月20日、進水。同月25日、駆逐艦に類別。1907年（明治40年）3月6日、竣工。
1924年（大正13年）12月1日、除籍。1926年（大正15年）6月16日、廃船。1928年（昭和3年）7月6日、廃駆逐艦第3号と仮称。翌年4月1日、東京湾で無線操縦の被操縦艦となる。

### 水無月（みなづき/みなつき）
1905年（明治38年）6月15日、命名（製造番号、第二十七号駆逐艦）。1906年（明治39年）2月25日、三菱長崎造船所で起工。同年11月5日進水。同月22日、駆逐艦に類別。同年12月20日、竣工。
1924年（大正13年）12月1日、掃海艇に編入。1928年（昭和3年）8月1日、第28号駆逐艦が睦月型駆逐艦「水無月」と命名される。これにより「掃海艇　水無月」は同日附で第10号掃海艇に改称。
1930年（昭和5年）6月1日、除籍。廃駆逐艦第10号（2代目）と仮称。同年7月2日、廃船。1931年（昭和6年）5月28日、売却され、高知県で漁礁として海没。

### 長月（ながつき）
1905年（明治38年）9月27日、命名（製造番号、第二十八号駆逐艦）。同年10月28日、浦賀船渠で起工。1906年（明治39年）12月15日、進水。同月26日、駆逐艦に類別。1907年（明治40年）7月31日、竣工。
1924年（大正13年）12月1日、掃海艇に編入。1928年（昭和3年）8月1日、第30号駆逐艦が睦月型駆逐艦「長月」と改名される。これにともない「掃海艇　長月」は第11号掃海艇に改称。
1930年（昭和5年）6月1日、除籍。廃駆逐艦第11号（2代目）と仮称。同年7月2日、廃船。1931年（昭和6年）5月28日、売却。

### 菊月（きくづき/きくつき）
1905年（明治38年）9月27日、命名（製造番号、第二十九号駆逐艦）。1906年（明治39年）3月2日、浦賀船渠で起工。1907年（明治40年）4月10日進水。同月25日、駆逐艦に類別。同年9月20日、竣工。
1924年（大正13年）12月1日、掃海艇に編入。1928年（昭和3年）8月1日、日本海軍は第31号駆逐艦を睦月型駆逐艦「菊月」と改称。これにともない「掃海艇　菊月」は第12号掃海艇に改称。1930年（昭和5年）6月1日、除籍。廃駆逐艦第12号（2代目）と仮称。

### 浦波（うらなみ）
1907年（明治40年）5月1日、舞鶴工廠で起工。同年7月9日、命名（製造番号、第三十号駆逐艦）。同年12月28日、進水。1908年（明治41年）1月10日、駆逐艦に類別。10月2日、竣工。
1924年（大正13年）12月1日、掃海艇に編入。
1928年（昭和3年）4月1日、「潮」の除籍にともない掃海艇浦波型となる。
同年8月1日、日本海軍は第44号駆逐艦を吹雪型駆逐艦「浦波」と改名。これにともない「掃海艇　浦波」は第8号掃海艇に改称。浦波型掃海艇は第七号型掃海艇に改訂された。1930年（昭和5年）6月1日、除籍。雑役船に編入。曳船兼交通船（公称第758号）に改称。1935年（昭和10年）10月25日、廃船。1936年（昭和11年）2月27日、売却。

### 磯波（いそなみ）
1907年（明治40年）7月9日、命名（製造番号、第三十一号駆逐艦）。1908年（明治41年）1月15日、舞鶴工廠で起工。同年11月21日、進水。12月11日、駆逐艦に類別。1909年（明治42年）4月2日、竣工。
1924年（大正13年）12月1日、掃海艇籍に編入。
1928年（昭和3年）8月1日、第43号駆逐艦が吹雪型駆逐艦「磯波」と改名される。これにより「掃海艇　磯波」は第7号掃海艇に改称。1930年（昭和5年）6月1日、除籍。雑役船に編入。曳船兼交通船（公称第756号）に改称。1935年（昭和10年）4月9日、廃船。

### 綾波（あやなみ）
1907年（明治40年）7月9日、命名（製造番号、第三十二号駆逐艦）。1908年（明治41年）5月15日、舞鶴工廠で起工。1909年（明治42年）3月20日、進水。同日附で駆逐艦に類別。6月26日、竣工。
1924年（大正13年）12月1日、掃海艇に編入。
1928年（昭和3年）8月1日、第45号駆逐艦は吹雪型駆逐艦「綾波」と改名される。これにより「掃海艇　綾波」は第9号掃海艇に改称。1930年（昭和5年）6月1日、除籍。雑役船に編入。曳船兼交通船（公称第757号）に改称。1933年（昭和8年）4月19日、廃船認許。